# This Is Where We Are
This Is Where We are je studiové album americké zpěvačky Priscilly Ahn. Vydáno bylo v červenci roku 2013 pouze v Japonsku a Koreji. Ve Spojených státech, odkud zpěvačka pochází, deska vyšla až v únoru 2014. Vedle jiných se na albu podíleli Keefus Ciancia a Deantoni Parks.

## Seznam skladeb
1. „Diana“ (Priscilla Ahn, Keefus Ciancia) – 4:33
2. „Remember How I Broke Your Heart“ (Ahn) – 2:35
3. „This Is Where We Are“ (Ahn) – 3:12
4. „Home“ (Ahn) – 3:40
5. „I Can't Fall Asleep“ (Ahn) – 3:47
6. „Loop“ (Ahn) – 3:06
7. „Your Name“ (Ahn) – 1:06
8. „Wedding March“ (Ahn) – 3:13
9. „Ooooooo“ (Ahn) – 2:55
10. „Closetlude“ (Ciancia) – 0:58
11. „In a Closet in the Middle of the Night“ (Ahn) – 3:43
12. „You and Me“ (Ahn) – 2:25
13. „I Think I'm Ready to Love You“ (Ahn) – 3:29
14. „Stop, Look, Lie“ (Ahn) – 3:09
15. „I'll Be Here“ (Ahn) – 2:43
16. „Kaze“ (Ahn) – 3:35

## Obsazení
- Priscilla Ahn – zpěv, kytara, klavír, klávesy, perkuse
- Chris Bruce – kytara
- Woody Jackson – kytara, vibrafon, bicí, perkuse
- Keefus Ciancia – klávesy, syntezátory, perkuse
- Deantoni Parks – bicí, elektronické bicí, perkuse